# 龍土町
龍土町（りゅうどちょう、麻布龍土町、あざぶりゅうどちょう）は、かつて東京・麻布にあった町である。

## 概要

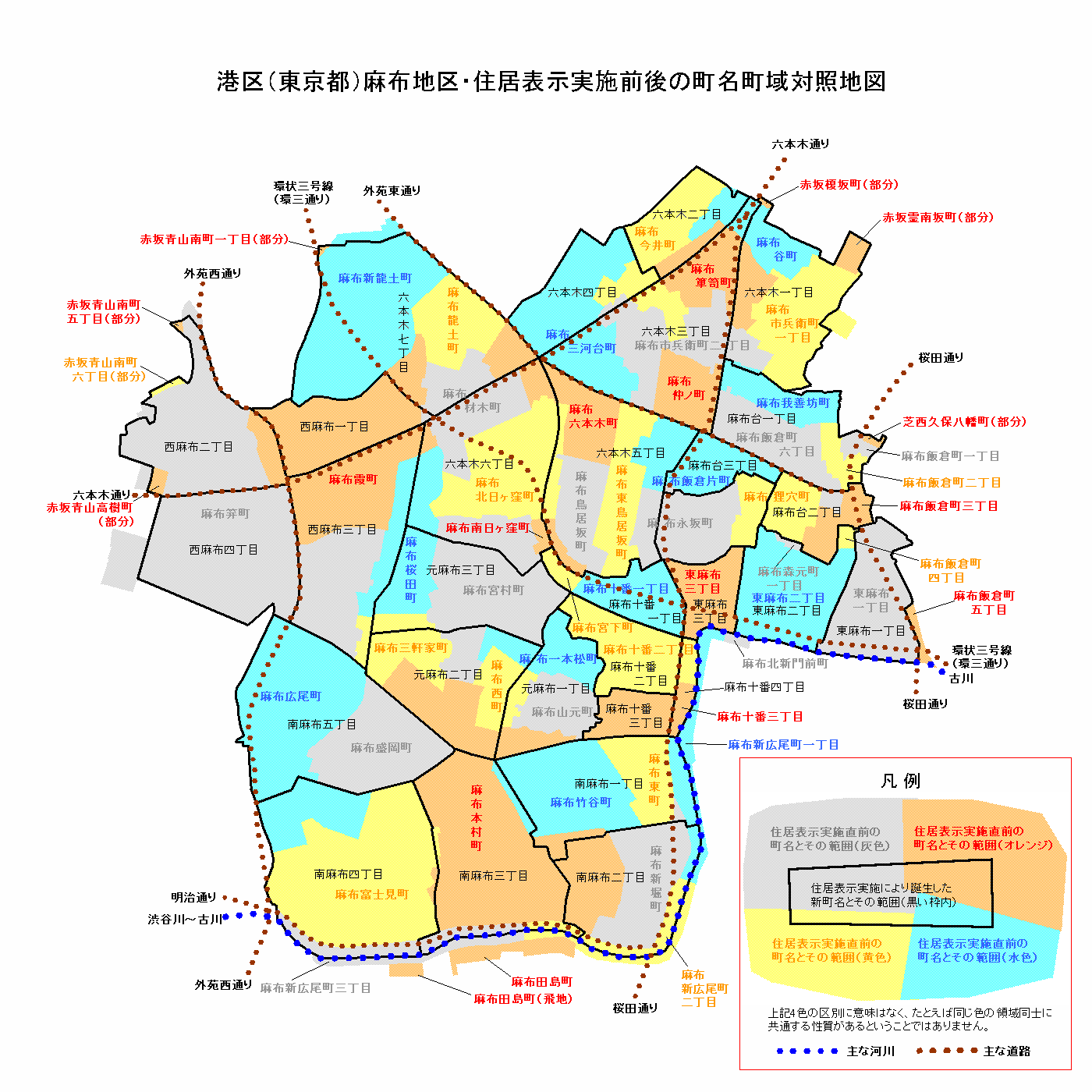
麻布地区住居表示対照図

龍土町は、江戸時代から1967年（昭和42年）まで存在した町名で、町域は現在の東京都港区六本木7丁目に含まれる。
1907年（明治40年）から1947年（昭和22年）までの期間を除いて「麻布龍土町」という町名で、当時は祭りで割と賑わう地であった。
「龍土町」の名称は、漁師が多く居住していた海に面する村・愛宕下西久保の猟人村（りょうとむら）が、元和年間に麻布領内に代地を与えられた際に「龍土」と改称したという説もある。
現在の地理では、旧防衛庁の跡地に建設された複合施設「東京ミッドタウン」外苑東通りを挟んで向かい側の通りの一画にあたる。
龍土町には、1900年（明治33年）に日本で初めてのフランス料理店として開業し、文豪らが集うことでも知られたレストラン「龍土軒」があったほか、二・二六事件を首謀した歩兵第3連隊が置かれていた。また、江戸川乱歩の小説に登場する探偵・明智小五郎が事務所を構えているのも龍土町という設定であった。

## 龍土町に縁のある人物
作家・南部修太郎、同じく作家・野坂昭如や新婚時代の第四十八代横綱・大鵬や女優神保美喜などは龍土町に居住していたことがある。また俳優で歌手の井上順は龍土町で育った。映画評論家の小森和子も過去お店を構えていた事もあった。

## 竜土軒
竜土軒は、かつて麻布龍土町12番地（現在の六本木7丁目4番）にあった西洋料理店である。竜土軒は明治時代に開店した小さなフランス料理店であったが、東京で最古の西洋料理店のひとつとされ、初めは文人ら、後には将校らが集った。初代店主の岡野菊松は麹町の駐日英国大使館に勤めていたコックで、同じく大使館の家政婦だった妻と明治33年（1900年）に大使館裏に西洋料理店「快楽亭」を開き、学習院の学生や永井荷風・柳田国男ら作家たちの行きつけとなり、明治35年（1902年）に龍土町に移転後、町名から龍土軒と改称した。
1941年（昭和16年）に編まれた 『麻布区史』は竜土軒について、次のように記している：「12番地の竜土軒は、東京最古の洋食店の一つで、明治の中頃、国木田独歩、島崎藤村、尾崎紅葉、柳田國男、田山花袋、中沢臨川、蒲原有明、小山内薫、長谷川天渓、川上眉山、小栗風葉、徳田秋声、生田葵山等の文人諸氏が相会しては談論風発したものである。」
和田英作や岡田三郎ら西洋帰りの画家らを最初期の常連として始まった竜土軒であったが、次第に銀座などに本格的な西洋料理店が増えるにつれて、文化人の集いの場として使われることは少なくなった。代わって、歩兵第1連隊の前にあった竜土軒は昭和初年ころからは連隊の将校らが会食する場となり、中野正剛の主宰した「猪を食ふ会」などが開かれて、1936年（昭和11年）の二・二六事件に連座した青年士官らが国粋主義の気勢を昂揚した。
1969年（昭和44年）に西麻布1丁目（旧麻布霞町）へ移転し、現在も同地で営業している。

## 新龍土町
麻布龍土町の北側、現在の国立新美術館から星条旗新聞社、青山公園を経て青山霊園に至る低地一帯には、「麻布新龍土町」という住所も設定されていた。